# Kudafares
Kudafares är en ö i Maldiverna. Den ligger i den södra delen av landet. På ön finns skog och lite bebyggelse.